# Саджавахо
Саджавахо (груз. საჯავახო) — село в Грузії.
За даними перепису населення 2014 року в селі проживає 658 осіб.